# Gianni Baget Bozzo
Gianni Baget Bozzo (* 8. März 1925 in Savona, Ligurien; † 8. Mai 2009 in Genua) war ein italienischer Geistlicher, Theologe, Politiker und Publizist.
Gianni Baget Bozzo war Widerstandskämpfer im Zweiten Weltkrieg, später Priester in der römisch-katholischen Kirche. 
Von 1984 bis 1994 war er Abgeordneter der Sozialistischen Partei Italiens (Partito Socialista Italiano) im Europäischen Parlament. Während dieser Zeit wurde er wegen seiner politischen und publizistischen Tätigkeiten vom Priesteramt suspendiert.
Er war maßgeblicher Wahlkampfstratege der Forza Italia, der Partei von Silvio Berlusconi. Er war als Publizist engagiert und lehrte Theologie an den Universitäten Mailands und Genuas.